# John James Rickard Macleod
John James Rickard Macleod (6. září 1876, Clunie – 16. března 1935 Aberdeen) byl skotský fyziolog. V roce 1923 mu byla udělena Nobelova cena za fyziologii a lékařství za objev léčebných účinků inzulinu. Nobelovu cenu získal společně s Frederickem Bantingem.